# Leila Alaoui
Pour les articles homonymes, voir Alaoui.
Leila Alaoui, née le 10 juillet 1982 à Paris et morte le 18 janvier 2016 à Ouagadougou (des suites des blessures reçues au cours des attentats du 15 janvier), est une photographe et vidéaste franco-marocaine.

## Biographie

### Jeunesse, études et parcours
Leila Alaoui naît le 10 juillet 1982 à Paris d'un couple franco-marocain ; sa mère, Christine, est une photographe française et son père, Abdelaziz Alaoui, un homme d'affaires marocain,. 
Elle grandit à Marrakech à partir de ses six ans, résidant dans le quartier de la Palmeraie et suivant une scolarité dans des établissements qui relèvent de l'enseignement français au Maroc : l'école Auguste-Renoir puis le lycée Victor-Hugo. Elle part après étudier la photographie et la sociologie à l'université de la Ville de New York (CUNY), où elle obtient un « Bachelor of Science » (BSc) en photographie. Elle voyage ensuite en Europe et en Amérique avant de se réinstaller au Maroc à partir de 2008, tout en vivant régulièrement à Beyrouth — où elle a ouvert le centre d'art Station dans une usine désaffectée avec son compagnon Nabil Canaan — et à Paris.

### Mort
Elle est grièvement blessée par balles à la terrasse du Cappuccino le 15 janvier 2016 lors des attentats de Ouagadougou,, au Burkina Faso, où elle réalisait un reportage pour Amnesty International. En raison d'« une défaillance cardiaque due à des complications post-traumatiques, d’après plusieurs témoignages concordants », elle meurt trois jours plus tard, à l'âge de 33 ans. Le 19 janvier, son rapatriement est effectué au Maroc et le 20, elle est inhumée au cimetière Al Imam Souhaili de Marrakech.
Par arrêté du 28 octobre 2016, la mention « Victime du terrorisme » est inscrite sur son acte de décès.

### Hommages
À la suite de son décès, de nombreux hommages lui ont été rendus, au Maroc ou ailleurs : elle a notamment fait la une de magazines marocains comme, en janvier de la même année, l'hebdomadaire Telquel (no 701 ;  « Leila Alaoui, 1982-2016 : Nous l'avons tant aimée »), ou en février, les mensuels féminin Femmes du Maroc (no 235 ; « Leila Alaoui : Immortelle ») et masculin VH Magazine (no 146 ; « 1982-2016, Leila Alaoui : Un regard »).
La 6e édition de la Biennale — artistique — de Marrakech, organisée du 24 février au 8 mai 2016, a été dédiée à sa mémoire.
En août 2016, représentée par son frère Soulayman, elle a été décorée officière de l'ordre du Ouissam alaouite — ordre du Mérite national — par le roi Mohammed VI. 
Sa famille crée en mars 2016 la Fondation Leila Alaoui dans le but de permettre l'archivage, la conservation et la diffusion de son œuvre ainsi que de porter les valeurs et combats qui étaient les siens.
Toujours en 2016, une fresque à son effigie est peinte sur un bâtiment de Grenoble par Snek (Marc-Alexandre Pisicchio).
En avril 2017, Leila Alaoui est promue commandeure de l’ordre des Arts et des Lettres à titre posthume par Audrey Azoulay, ministre de la Culture et de la Communication.
En 2018, le musée Yves Saint Laurent de Marrakech consacre une exposition à son œuvre.
Le 12 juillet 2021 est inaugurée une fresque monumentale représentant son portrait à Tanger, réalisée par l'artiste Mouad Aboulhanna.

## Travaux
Les études de Leila Alaoui montrent les réalités sociales et nationales dans un mode d'expression aux confins du documentaire et des arts plastiques. Elle travaillait sur les identités culturelles et les migrations en créant des installations vidéo, des reportages et des photographies de studio, notamment dans un studio mobile qu'elle installait au plus près des lieux qu'elle voulait illustrer.
Sa série Les Marocains, inspirée par The Americans de Robert Frank et In The American West de Richard Avedon, regroupe des portraits « pris sur le vif, dénués de tout artifice, pour montrer le vrai visage du Maroc ».

## Expositions et participations à des festivals

### Expositions
- 2008-2010
  - Marrakech Art Fair, Galerie 127, Maroc
  - Fondation Ona, la Villa des Arts de Rabat, Maroc
  - Galerie Shart, Casablanca, Maroc
  - Photoafrica, Tarifa, Espagne
  - Meet Morocco, Davos, Suisse
- 2011
  - Marrakech Art Fair, Images affranchies, Maroc
  - Collectivo La Latina, Madrid, Espagne
  - Rencontres d'Arles, Cinémathèque de Tanger, Benefit Auction, France
  - Royal Mansour Marrakech, L’Atelier 21, Maroc
  - « Marocaines au devant de la scène », Institut français de Casablanca, Villa Zevaco, Casablanca
- 2012
  - GRID – International Photography Biennial, Amsterdam, Pays-Bas
  - Espace expressions CDG Rabat,
  - The Empty Quarter Gallery, Women On The Verge, Doubaï
  - Biennale de Marrakech, Maroc
- 2013
  - Station, Danish Refugee Council et European Commission, Beyrouth
  - Art Factum Gallery, Beyrouth
  - Riad El Fenn, Marrakech
- 2014
  - Institut du monde arabe[33], Le Maroc contemporain, Paris
  - Carte blanche à Mahi Binebine, musée de la Palmeraie, Marrakech[34]
  - New York Photo Festival (en), New York
  - Festival Photomed, Sanary-sur-Mer[35], France
  - Salon international de Tanger des livres et des arts[29], Tanger, Maroc
  - Biennale de Marrakech, Maroc
- 2015
  - Maison européenne de la photographie[36],[2], Paris
  - Musée de l'art photographique, Odense, Danemark
  - Ghaya Gallery, Sidi Bou Saïd, Tunisie
  - Luxembourg Art Week, Wild Project Gallery, Luxembourg
  - Muntref Centro de Arte Contemporaneo (es), Buenos Aires, Argentine
  - Ifa (de) Gallery, Stuttgart / Berlin, Allemagne
  - Fundación Ankaria, Reales Alcázares, Séville, Espagne
  - Expo Milano 2015, Italie
  - Festival Photomed 2015, Hôtel des arts de Toulon, France
  - 1-54 Contemporary African Art Fair, Voice Gallery, New York
  - The Marrakech Museum For Photography And Visual Arts / Musée de la photographie et des arts visuels de Marrakech, Maroc
  - Photomed Liban 2015, Beyrouth[37], Liban
- 2016
  - Photomed Festival, Sanary-sur-Mer, du 29 mai au 19 juin 2016
- 2017
  - Musée des Beaux-Arts, Montréal (Canada), du 18 janvier au 30 avril 2017
  - Fondation Lambert Avignon

### Festivals de films et d'art vidéo
- 2014
  - Instants Video, Marseille
  - Video Art & Experimental Film Festival, Tribeca, New York
  - Aiva International Video Art Festival, Suède
  - Now & After/Сейчас&Потом, Video Art Festival / Prix du Jury, Moscou, Russie
- 2015
  - Cairo Video Festival, Le Caire, Égypte
  - Video Forever, Paris
  - Les Nuits photographiques, Paris[38]

## Décorations
- Elle est décorée officier de l'ordre du Ouissam Al Moukafâa Al Wataniya par le roi Mohammed VI[39].
- Commandeure de l'ordre des Arts et des Lettres (arrêté du 13 septembre 2016)[40]